# Ælle bælle mig fortælle
Ælle bælle mig fortælle... eller Ene mene ming mang... er et eksempel på børns tælleremser. Tælleremser anvendes til at udvælge en person eller en ting i et spil eller lignende.
Måden udvælgelsen foregår på er at personen der fremsiger remsen mens han eller hun skiftevis peger på deltagerene i legen. For hvert ord (eller stavelse i de længere ord) peges der på en ny person i rækken, og den om der bliver peget på til allersidst har tabt.
En udgave af remsen Ælle bælle mig fortælle... er 
Ælle, bælle mig fortælle.
Skibet går til Åbenrå,
køber for en skilling skrå,
Deler den i syv,
Én, to, tre, fire, fem, seks, syv,
Ræven er en hønsetyv,
Fra hans næse til hans mund
Vejer firsindstyve pund.
Ole vip, Ole vap,
Ole snustobak.
En anden udgave lyder sådan
Ælle, bælle mig fortælle.
Pif, Paf, Puf,
Væk med den beskidte luf,
Jæger'n skød, du er død,
En tredje udgave, oftest brugt til gemmelege er:
Ælle, bælle mig fortælle.
Erle, Perle, Pif, Paf, Puf,
Væk med den beskidte luf,
Perlen ligger i den højre/venstre skuff'
Skibet går til Åbenrå,
køber for en skilling skrå,
DU skal stå.
I mange tilfælde bruges også "Okker Gokker, Gummiklokker" i stedet for "Ælle, bælle mig fortælle"